# Window in the Skies
Window in the Skies è una delle due canzoni inedite del gruppo rock irlandese U2, pubblicata nell'album di successi edito nel 2006, U218 Singles. La canzone è stata registrata nel mese di settembre 2006 agli Abbey Road Studios di Londra e prodotta da Rick Rubin. Il 1º gennaio 2007 è stata lanciata come secondo singolo tratto dallo stesso album. Window in the Skies è stato il singolo più venduto in Italia per più di 2 mesi (dati: AC Nielsen/FIMI).

## Video
Gli U2 hanno realizzato il video di Window in the Skies il 20 novembre 2006 dopo aver completato le tappe australiane del loro Vertigo Tour.
Il video è un montaggio di circa 100 clip estratte da una panoramica di 50 anni di concerti di altri famosi musicisti, realizzato in modo tale che i movimenti delle labbra dei cantanti o dei musicisti seguano le parole e la musica del brano degli U2.
Tra gli artisti e i gruppi scelti per il video figurano: Frank Sinatra, Jim Morrison, PJ Harvey, Nirvana, Frank Zappa, i Radiohead, Nat King Cole, The Rolling Stones, Nina Simone, Marvin Gaye, Ella Fitzgerald, Mary J. Blige, Beatles, George Harrison, Paul McCartney, John Lennon, Ringo Starr, Ray Charles, David Byrne, Elvis Presley, Simon & Garfunkel, i Public Enemy, The Who, Queen, The Clash, Bob Marley, Jerry Lee Lewis, Elvis Costello, Jimi Hendrix, Beck, i Green Day, i R.E.M., Ramones, Jacky Wilson, The Smiths, Elton John, Louis Armstrong, Iggy Pop & The Stooges, Jay-Z, Jane's Addiction, Bob Dylan, Charles Mingus, Led Zeppelin, John Bonham, David Bowie, The White Stripes, Johnny Cash, The Pretenders, The Police, Sam Cooke, Smokey Robinson, Tina Turner, Talking Heads, Stevie Wonder, Patti Smith, Kanye West, Alicia Keys, e Beyoncé. Compare inoltre il pianista Vladimir Horowitz sulla chiusura del pezzo.

## Tracce

### Formati

#### CD
1. Window in the Skies (versione singolo)
2. Tower of Song (tratta dalla colonna sonora del film Leonard Cohen: I'm Your Man)

#### Maxi-CD
1. Window in the Skies (versione singolo)
2. Zoo Station (dal vivo a Buenos Aires)
3. Kite (dal vivo a Sydney)

#### DVD
1. Window in the Skies (versione singolo)
2. The Saints Are Coming (video, regia di Chris Milk)
3. Tower of Song (video dal film Leonard Cohen: I'm Your Man)

## Formazione

### U2
- Bono - voce
- The Edge - chitarra, pianoforte, voce
- Adam Clayton - basso
- Larry Mullen - batteria

## Classifiche
| Classifica (2007)               | Posizione massima |
| ------------------------------- | ----------------- |
| Australia                       | 17                |
| Austria                         | 11                |
| Belgio (Fiandre)                | 22                |
| Belgio (Vallonia)               | 27                |
| Canada                          | 1                 |
| Danimarca                       | 3                 |
| Germania                        | 14                |
| Irlanda                         | 5                 |
| Italia                          | 1                 |
| Norvegia                        | 8                 |
| Nuova Zelanda                   | 28                |
| Paesi Bassi                     | 2                 |
| Regno Unito                     | 4                 |
| Spagna                          | 2                 |
| Stati Uniti (adult alternative) | 1                 |
| Stati Uniti (alternative)       | 32                |
| Svezia                          | 38                |
| Svizzera                        | 34                |